# Gary S. Grest
Gary S. Grest é um físico computacional estadunidense.
Recebeu o Prêmio Aneesur Rahman de 2008, por seu trabalho em física computacional. Foi eleito membro da Academia Nacional de Engenharia dos Estados Unidos em 2008.